# سولتزا
سولتزا (به ایتالیایی: Solza) یک کومونه در ایتالیا است که در استان برگامو واقع شده‌است. سولتزا ۱٫۲ کیلومتر مربع مساحت و ۲٬۰۷۹ نفر جمعیت دارد و ۲۵۴ متر بالاتر از سطح دریا واقع شده‌است.